# Phéncyclidine
Pour les articles homonymes, voir PCP et Angel Dust.
La phéncyclidine ou PCP, parfois surnommée « Angel Dust » est un psychotrope hallucinogène. D'abord développée en tant qu'anesthésique, elle a été retirée du marché à cause de ses effets secondaires (hallucinations, agitation).

## Historique
Bien que synthétisée aux États-Unis en 1926, elle ne sera étudiée qu'en 1956 puis commercialisée dans les années 1960 sous le nom « Sernylan » (comme anesthésiant général à usage vétérinaire) et sous le nom « Sernyl » (comme analgésique).
Son usage est rapidement arrêté du fait des effets secondaires qu'elle engendre (troubles du comportement), mais dès les années 1970 elle fait l'objet d'un usage détourné et en 1978, sa fabrication commerciale est interdite.
La PCP est répertoriée par la convention sur les substances psychotropes de 1971.

## Chimie
Elle fait partie de la famille des arylcyclohexylamines.
Dans sa forme chlorhydrate, elle se présente sous forme d'une poudre cristalline soluble dans l'eau et l'alcool.

## Pharmacologie
C'est un anesthésiant dissociatif.

### Mode d'action
La PCP est un antagoniste non compétitif des récepteurs au glutamate de type N-méthyl-D-Aspartate (NMDA). Elle agit en se fixant sur un site situé à l'intérieur du canal qui n'est accessible que quand le canal est ouvert.
Le mécanisme d'action de la PCP en fait un outil pharmacologique très utilisé en recherche, en particulier sur la schizophrénie,.

## Usage médical
Elle fut utilisée comme tranquillisant ou anesthésiant en médecine vétérinaire.

## Usage détourné et récréatif
La PCP est généralement consommée sous forme de « mess » c'est-à-dire « coupée » (mélangée à du lactose) pour pouvoir être prisée mais elle peut aussi être ingérée à l'état pur, dissoute dans différents breuvages (café, lait (Moloko), alcool), fumée, ou injectée.
Elle se fume parfois mélangée avec du cannabis d'où son appellation de supergrass.
Sa consommation en Europe revient à la mode, notamment dans les pays d'Europe de l’est.[réf. nécessaire]

### Effets et conséquences
À faibles doses, elle induit une sorte d'ivresse accompagnée de relaxation, d'un sentiment de détachement du réel, d'incoordination motrice, des difficultés de concentration et de communication,. Les effets psychotropes comprennent des distorsions spatio-temporelles, des vécus de dépersonnalisation. À fortes doses, elle peut provoquer la paranoïa, l'angoisse ou l'agressivité voire une expérience de mort imminente, une catalepsie, des bouffées délirantes aigües ou un coma,, de l'hyperacousie.
Les effets physiques sont l'hypertension artérielle, des troubles du rythme cardiaque et de la fréquence respiratoire, des nausées et des vomissements.
L'usage à long terme entraîne une accoutumance et une dépendance. Des problèmes persistants d'élocution, une dépression ou une anxiété peuvent apparaître.
La PCP est un produit psychotrope. Les effets recherchés peuvent se transformer en bad trip.
Il existe un effet retour ou flash back qui replace brièvement l'usager dans l'état engendré par la consommation sans que celui-ci ait consommé récemment ; ces épisodes peuvent intervenir plusieurs mois après la dernière prise.
En surdose, la PCP entraîne des convulsions, voire un coma.

## PCP et société
La littérature rapporte une incidence élevée entre manifestations violentes et consommation de PCP. C'est l'un des psychotropes les plus attachés à l'idée de violence dans l'imagerie populaire.

## Molécule voisine
La molécule de phéncyclidine est proche de la kétamine, notamment dans ses effets selon les usagers, et dans les risques liés à son usage non thérapeutique.
Elle est souvent confondue par les usagers avec la méthamphétamine ou le LSD.